# O-Ren Ishii
O-Ren Ishii est un personnage fictif, qui apparaît dans le diptyque cinématographique Kill Bill : Volume 1 / Volume 2 de Quentin Tarantino. Un chapitre entier lui est consacré dans le 1er film.
Dans ce film, elle est jouée par l'actrice Lucy Liu. Dans la séquence anime du 1er film, elle est doublée en version originale par Ai Maeda.

## Biographie fictive
Née sur une base militaire américaine à Tokyo, au Japon, elle a des origines chinoises, américaines et japonaises. Son père était dans l'armée.
À neuf ans, elle assista au meurtre de ses parents par Boss Matsumoto, un chef yakuza. Elle décida de se venger, et y réussit à onze ans.
À vingt ans, elle devient l'une des tueuses à gages les plus talentueuses du monde.
Elle intègre le Détachement international des vipères assassines mené par Bill. Elle y côtoie Budd, le frère de Bill, ainsi qu'Elle Driver, Vernita Green et Beatrix Kiddo. Chacun reçoit un surnom d'après une espèce de vipère. Celui d'O-ren est Mocassin d'eau, un serpent venimeux et qui évolue parfois en milieu aquatique.
À 25 ans, elle participe au massacre de Two-Pines à El Paso, au Texas (États-Unis). Beatrix Kiddo, qui avait voulu quitter les Vipères Assassines, est laissée pour morte, alors que toute sa famille est tuée. 
O-Ren devient ensuite chef du clan Yakusa, après avoir supprimé sa "concurrence" : le Boss Tanaka ne voulait pas d'une « bâtarde » comme chef.
À environ 30 ans, elle meurt, tuée par Beatrix Kiddo, lors d'un combat au katana.

## Origine du nom
- Si vous ne connaissez pas le sujet, laissez ce bandeau (vous pouvez alors contacter les auteurs).
- Si vous supprimez le contenu mis en cause (vous pouvez préalablement contacter les auteurs),

argumentez précisément cette suppression dans la page de discussion
(un manque de référence n'est pas un argument ; une recherche réelle de référence doit avoir été effectuée, être formellement documentée).
Il se pourrait que son nom ait pour origine le film La Loi Yakuza de Teruo Ishii sorti en 1969, dans lequel on trouve une femme prénommée Oren, liée aux Yakuzas et aux prises avec leur loi.

## Clin d’œil
- Si vous ne connaissez pas le sujet, laissez ce bandeau (vous pouvez alors contacter les auteurs).
- Si vous supprimez le contenu mis en cause (vous pouvez préalablement contacter les auteurs),

argumentez précisément cette suppression dans la page de discussion
(un manque de référence n'est pas un argument ; une recherche réelle de référence doit avoir été effectuée, être formellement documentée).
Dans le jeu vidéo Hitman sorti en 2016 , un des défis de l'épisode Situs Inversus au Japon se nomme « Cottonmouth », probablement en référence à O-ren Ishii.